# Alexandre Debrus
Alexandre Debrus est un violoncelliste belge né en 1976.

## Biographie
Alexandre Debrus naît en 1976 dans une famille de musiciens, Eliane Debrus-Boucher, violoncelliste, et Raoul Debrus, altiste. Il reçoit sa première leçon de violon à l’âge de trois ans avec son oncle Marcel Boucher, violoniste et compositeur, et un an plus tard sa première leçon de violoncelle avec sa mère qui assure sa formation initiale. Il poursuit sa formation auprès de Luc Dewez au Conservatoire royal de Mons ainsi qu’à la Chapelle musicale Reine Élisabeth, Mischa Maisky à l'Académie musicale Chigiana de Sienne, Mark Drobinsky à l'Académie musicale Chigiana de Sienne, Ivan Monighetti à la Haute école de musique de Bâle (en) et Mstislav Rostropovitch au château de Belœil.
Il entame une carrière de concertiste sur la scène internationale et se produit dans des festivals tels que le Festival de Biarritz, le Festival de violoncelle de Sibérie à Novossibirsk, le Festival Martha Argerich à Buenos Aires, le Festival Martha Argerich à Lugano, le festival Juillet Musical d'Aulne en Belgique, le Festival de l'Eté Mosan, le Festival des Midis Minimes en Belgique, les Concerts de Midi de Bruxelles, les Concerts de Midi de Liège, les Concerts de Midi de Charleroi.
Plusieurs compositeurs lui dédient des œuvres musicales : les compositeurs belges Robert Janssens et Sébastien Liénart, le compositeur belgo-canadien Michel Lysight, le compositeur hongrois László Király (hu), le compositeur américain James Demars, le compositeur brésilien Victor Somma.
Il fonde en 2005 le Trio Carlo Van Neste avec le soutien de l’association Carlo Van Neste, trio avec clavier composé de Karin Lechner (piano) et Maya Levy (violon).
Alexandre Debrus enseigne le violoncelle de 1994 à 2008 (professeur de violoncelle à l’École Musica Libre à Ohain), de 1999 à 2006 (chargé de cours de musique de chambre aux côtés d'André Siwy au Conservatoire royal de Bruxelles), en 2000 (professeur intérimaire des classes de violoncelle, musique de chambre et direction de l'ensemble instrumental dans les Académies de Rixensart et Ath), de 2001 à 2007 (professeur de violoncelle à la Petite Chapelle Musicale d’Argenteuil), en 2002 (chargé de cours intérimaire de la classe de musique de chambre du Conservatoire royal de Mons aux côtés de Luc Dewez et professeur intérimaire des classes de violoncelle, musique de chambre et ensemble instrumental dans les Académies de Rixensart et Ath) et depuis Septembre 2019 (professeur de violoncelle de l'Académie de musique de Waterloo).
Il est invité dans les émissions télévisées « Au Jour le jour » (émission produite par la télévision de la province du Brabant wallon) et TV COM en février 2000, La Clé de Fa (de 2001 à 2003), série de quatre émissions produites par la télévision du Brabant Wallon, TV COM, Les Cahiers de Notes (de 2006 à 2007), série de quatre émissions produites par la télévision du Brabant Wallon, TV COM. Il est également invité à la RTBF dans l'émission Grands Interprètes.
Il est l'un des sujets du court métrage Un peu de fièvre du réalisateur belge Philippe Reypens.
Il joue un violoncelle de Georges Heynberg Pegasus (Liège, 1934), ainsi qu’un violoncelle de Jan Strick Alexandre (Bruxelles, 2004).

## Récompenses et distinctions
Plusieurs bourses et prix lui sont attribués en Belgique ainsi qu'à l’étranger : 
- 1994 : Premier Prix de Solfège au Conservatoire royal de Mons (classe de Roger Verstraeten)
- 1995 : 
  - Premier Prix de Violoncelle avec "Grande Distinction" au Conservatoire royal de Mons (classe de Luc Dewez)
  - Premier Prix de Musique de Chambre avec "La Plus Grande Distinction" au Conservatoire royal de Mons (classe d'Eliane Debrus-Boucher)
  - Prix Fifty One du Mérite Culturel de la Commune de Waterloo[1].
- 1996 : Diplôme de mérite ainsi que la bourse d'études à l'Accademia Chigiana de Sienne. (Classe de Mischa Maisky)
- 1999 : 
  - Diplôme Supérieur de Musique de Chambre avec "La Plus Grande Distinction" au Conservatoire royal de Bruxelles (classe d'André Siwy)
  - Premier Prix du Concours Mathilde Horlait Dapsens[1].
  - Prix de la SABAM pour la meilleure interprétation d'une œuvre belge[1].
- 2001 : Lion de Cristal du meilleur espoir musical à Waterloo[1].
- 2004 : Bourse de la Fondation belge de la vocation promotion.
- 2007 : citoyen d’honneur de la ville de Nagakute au Japon.
- 2020 : Trophée FUGA 2019 décerné par l'Union des compositeurs belges. Ce Trophée récompense les interprètes ayant le mieux diffusé la musique belge.

## Discographie
Alexandre Debrus a enregistré une vingtaine de disques en tant que soliste (Vivaldi, Haydn, Tchaïkovski…) et en musique de chambre au sein de son ensemble, le Trio Carlo Van Neste (Mendelssohn, Dvořák, Janssens…), ou en duo (Schubert, Chopin, Rachmaninov…), notamment avec Martha Argerich (Piazzolla, Saint-Saëns). 
Il apparaît sur différents labels discographiques, tels Pavane Records, EMI/Warner Classics, RCA Victor Red Seal (BMG) et Artès Classics.

### Disques
- Vivaldi, concertos pour violoncelle - Alexandre Debrus (violoncelle) et Arpeggio Chamber Orchestra, dir. Gilberte Boucher (Pavane Records ADW 7352)[6]
- Haydn, Concertos pour violoncelle nos 1 et 2 - Alexandre Debrus (violoncelle) et Arpeggio Chamber Orchestra, dir. Gilberte Boucher (BMG/RCA Victor Red Seal, EMI Classics, Pavane Records ADW 7352)
- Robert Janssens, Vidimus Stellam, cantate - Emmanuel Clacens, orgue ; Ensemble vocal du Braban Wallon ; Orchestre Da Capo 2000, dir. Robert Janssens (juin 1997, Da Capo DAC2006)
- Arias et concerto du XVIIIe siècle - Tatiana Babut du Marès (flûte à bec), Dominique Corbiau (contre-ténor), Marc Grauwels (flûte traversière), Alexandre Debrus (violoncelle) (MG 001)
- Bach, Chopin, Schumann : Récital - Alexandre Debrus (violoncelle) et Alexander Mogilevsky (piano) (EMI Classics 573 552 2)[7].
- Tangologia - Sébastien Liénart (piano), André Siwy (violon), Alexandre Debrus (violoncelle), Karin Lechner (piano), Sergio Tiempo (piano) (EMI Classics et 2006, Pavane Records ADW 7504)
- Dvořák et Tchaïkovski, Concertos pour violoncelle ; Concerto pour piano no 1. Alexandre Debrus (violoncelle), Sergio Tiempo (piano) ; Arpeggio Symphonique Orchestra, direction, Gilberte Boucher (Artès Classics AD 001)
- Robert Janssens, musique de chambre - Alexandre Debrus (violoncelle), Sébastien Liénart (piano), André Siwy (violon), Marc Grauwels (flûte traversière) (Pavane Records) — première mondiale.
- Dvořák, Trio Dumky, op. 90 et Smetana, Trio, op. 15 - « Trio Carlo Van Neste » (Sébastien Lienart (piano), Noé Inui (violon), Alexandre Debrus (violoncelle) (Pavane Records ADW 7521) (OCLC 906202367)
- Rachmaninov, Récital - Alexandre Debrus (violoncelle) et Alexander Mogilevsky (piano) (Artès Classics AD 002).
- Martha Argerich & Friends : Live from the Lugano Festival 2008 : A. Piazzolla, Las cuatro estaciones (EMI Classics 2 67051 2) (OCLC 488607568 et 1144659092)
- Beethoven, Trio op. 70 no 1 « les Esprits » et Johannes Brahms Trio no 1 op. 8 - « Trio Carlo Van Neste » (Sébastien Liénart (piano), Noé Inui (violon), Alexandre Debrus (violoncelle) (2010, Pavane Records ADW 7529)[8].
- Bach, Suites pour violoncelle seul nos 1, 2 et 5 - Alexandre Debrus (violoncelle) (2014, Pavane Records ADW 7534[9],[8].
- Piazzolla, Tango Revolucionario - « Trio Carlo Van Neste » (Sébastien Liénart (piano), Noé Inui (violon), Alexandre Debrus (violoncelle) (septembre 2010, Pavane Records ADW 7536)[8] (OCLC 906202386) — avec : Fuga y Misterio, Verano Porteño, Milonga del Ángel, Revolucionario, Otoño Porteño, Adiós Nonino, Fugata, Invierno Porteño, Mumuki, Primavera Porteña, Oblivion.
- Schubert, Sonate Arpeggione et Rachmaninov, Sonate op. 19 - Alexandre Debrus (violoncelle) et Alexander Mogilevsky (piano) (2011, Pavane Records - ADW 7541) (OCLC 906202388)
- Bach – Suites pour violoncelle seul BWV, 1007-1012 - Alexandre Debrus (violoncelle) (2 CD Pavane Records ADW 7568/9) (OCLC 958299455)
- Mendelssohn - Trios nos 1 et 2 - Trio Carlo Van Neste - Karin Lechner (piano), Maya Levy (violin), Alexandre Debrus (violoncelle) (Pavane Records ADW 7572)[9].
- Pegasus - 13 Stars of Music - Alexandre Debrus (violoncelle) & Karin Lechner (piano) (Pavane Records ADW 7596).
- Martha Argerich & Friends : Concert du festival de Lugano 2013 : Camille Saint-Saëns, Le Carnaval des animaux - Martha Argerich et Lilya Zilberstein pianos ; Andrey Baranov et Michael Guttman, violon ; Lyda Chen, alto ; Alexandre Debrus, violoncelle ; Enrico Fagone, contrebasse ; Alfred Rutz, flûte ; Corrado Giuffredi, clarinette ; Gregorio Di Trapani, percussion (25 juin 2013, Warner 0825646312207) (OCLC 897649483)

### DVD
- Émission télévisée : « Les Cahiers de Notes ». Pavane Records. Série de quatre émissions produite par la télévision du Brabant Wallon, TV COM. Création conceptuel & Présentation : Alexandre Debrus. Réalisation : Olivier Herman.
- Court métrage Un peu de fièvre du réalisateur belge Philippe Reypens. King’s Group et boomerang pictures[5].